# Бежаново (защитена местност)
Вижте пояснителната страница за други значения на Бежаново.
Бежаново е защитена местност в България. Намира се в землището на село Бежаново, област Добрич.
Защитената местност е с площ 121,7 ha. Обявена е на 18 август 2004 г. с цел опазване на местообитания на защитени, редки и уязвими растителни и животински видове и територии с характерен ландшафт. Защитената местност попада в територията на защитената зона от Натура 2000 по директивата за местообитанията Крайморска Добруджа.
В защитената местност се забраняват:
- изграждането на нови пътища извън одобрените в схемата на републиканската и общинската пътна мрежа;
- строителство, разкриване на кариери и други дейности, с които се изменя ландшафтът;
- обезпокояване на животните през размножителния им период;
- извеждане на сечи извън предвидените по лесоустройствен проект;
- промени в начина на трайно ползване на земята;
- палене на огън извън определените за това места;
- паша на домашни животни.[1]